# 默杜·塞蒂
默杜·塞蒂（1961年6月28日—），印度外交官，曾任印度駐古巴兼駐多米尼加共和國、海地大使等職務。

## 经历
默杜·塞蒂生于1961年6月28日。她畢業於德里大學。
塞蒂曾在印度外交部及印度驻海湾国家、南亚和欧洲的外交使团中担任多个重要职位。她曾在科威特、加德满都、伦敦和迪拜工作，负责教育、行政、新闻、文化、政治及多边事务等领域。1998年至2001年间，在印度外交部北方司负责尼泊尔事务。2001年至2004年，她被派驻印度驻高级专员公署。2004年回到外交部总部后，她在2004年至2006年间在总理办公室工作。2007年，她担任印度世界事务委员会副主任。2008年至2011年，她被派驻印度驻迪拜总领事馆，担任领事，负责新闻、信息和文化相关工作，并担任领事处主任。2011年至2014年，她在印度外交部担任南亚区域合作联盟处长。2014年12月至2018年6月，她被第二次派駐倫敦，负责印度英國高级专员公署的教育和政治事务部门，包括国际组织（如英联邦和国际海事组织）事務。
2018年6月4日，塞蒂被任命爲印度駐古巴大使。兼駐多米尼加共和國、海地兩國。2019年5月8日，向海地总统递交国书。2019年6月19日，向多米尼加总统递交国书。